# 藤原資平
藤原 資平（ふじわら の すけひら）は、平安時代中期の公卿。藤原北家小野宮流、権中納言・藤原懐平の次男。右大臣・実資の養子。官位は正二位・大納言。

## 経歴
時期は不明ながら、叔父で後の右大臣・実資の養子となる。実資は小野宮流の嫡流を継いでいたため、資平は三歳上の実兄経通と並んで官途を昇ることとなった。
一条朝の長徳3年（997年）従五位下に叙爵し、翌長徳4年（998年）侍従に任官する。のち、左兵衛佐・少納言を歴任する一方、養父の引き上げもあり順調に昇進し、寛弘4年（1007年）正五位下、寛弘6年（1009年）従四位下、寛弘9年（1012年）従四位上に叙せられている。
三条朝に入ると、長和2年（1013年）左近衛権中将に遷り、長和4年（1015年）正四位下・蔵人頭に叙任される。三条天皇は廟堂の首班である左大臣・藤原道長とは疎遠であった関係から実資を相談相手とすることが多く、資平の蔵人頭補任も道長との押し問答のようなやり取りの挙句に、天皇が強行したものであった。この頃は三条天皇の眼病が進行し、その譲位が予想されていた時期でもあったため、天皇に近侍する蔵人頭の職であった資平も、重大な場面に立ち会うこともあった。『小右記』によると、同年4月29日には、資平の見たこととして、道長が三条天皇に譲位を要求したが天皇は断ったことをうかがわせる一文が記されている。
長和5年（1016年） 三条天皇の譲位によって後一条天皇が即位するが、資平は引き続き蔵人頭を務め、翌長和6年（1017年）には参議に任官し公卿となった。しかし、三条上皇との関係に基づく活動はその後もあったらしく、寛仁5年（1021年）に中宮・妍子が皇太后となると、皇太后宮権大夫となって近侍している。ほかに議政官として侍従や左近衛中将を兼帯し、寛仁5年（1021年）従三位、治安2年（1022年）正三位と昇進している。
長元2年（1029年）に権中納言となって以降、後一条・後朱雀・後冷泉の三朝30年以上これに留まり、その間の寛徳3年（1046年）右大臣となっていた養父実資が、次いで兄の経通も永承6年（1051年）に没するなどし、小野宮流の嫡流としての重責は資平が担うこととなっていった。長男の資房は長久3年（1042年）には参議となっていたが、天喜5年（1057年）に先立たれるという悲劇もあった。
また、衰えたとはいえ、資平の頃までは小野宮流は上流貴族の一端を占める権勢家として認識されていたらしく、天喜元年（1053年）の伊賀国で本家の威光を背景に、税を納めない荘園の立券を停止することを命じている官宣旨では、藤原教通・能信・信長らの道長の子孫（御堂流）と並んで、資平の荘園も挙げられており、寄進によって税を逃れることができる家格を持っていたことが窺える。
康平3年（1060年）関白左大臣・藤原頼通が子息の師実を内大臣に引き上げるため、太政大臣に移ったことに伴い、翌康平4年（1061年）資平は76歳にして権大納言に昇進する。康平8年（1065年）には大納言に至った。
治暦3年（1068年）12月5日薨去。享年82または83。最終官位は大納言正二位兼皇太后宮大夫。養父実資と同様に長寿であったのは、実資が『小右記』で記しているように健康に関心があり、資平にもそれを守らせていたためと思われる。

## 官歴
『公卿補任』による。
- 長徳3年（997年） 正月7日：従五位下（大后御給）
- 長徳4年（998年） 正月：周防権守。10月23日：侍従
- 長保3年（1001年） 正月：左兵衛佐
- 長保6年（1004年） 正月7日：従五位上（佐労）
- 寛弘3年（1006年） 正月28日：少納言
- 寛弘4年（1007年） 正月7日：正五位下（東宮御給）
- 寛弘6年（1009年） 正月7日：従四位下（少納言労）。3月：侍従
- 寛弘9年（1012年） 正月27日：丹波介。11月21日：従四位上（主基国司）
- 長和2年（1013年） 10月23日：左近衛権中将
- 長和3年（1014年） 正月：兼備後権守
- 長和4年（1015年） 2月28日：蔵人頭。10月21日：正四位下（臨時）
- 長和5年（1016年） 正月29日：止頭（依譲位也）、又補新帝蔵人頭（踐祚初持神璽等）
- 長和6年（1017年） 3月4日：参議、元左中将備後権守
- 時期不詳：美作守
- 寛仁2年（1018年） 正月27日：兼侍従
- 寛仁4年（1020年） 11月29日：兼修理大夫
- 寛仁5年（1021年） 6月27日：兼皇太后宮権大夫（皇太后・藤原妍子）。8月：辞修理大夫。11月3日：従三位（春日行幸行事）
- 治安2年（1022年） 9月23日：正三位（右大臣為大納言之時、石清水行幸行事賞譲）
- 治安3年（1023年） 2月10日：兼近江権守
- 万寿3年（1026年） 4月27日：兼左近衛中将
- 万寿4年（1027年） 9月14日：止権大夫（依本宮崩也）
- 長元元年（1028年） 2月19日：兼伊予権守
- 長元2年（1029年） 正月24日：権中納言。3月11日：兼侍従
- 長元8年（1035年） 10月14日：兼右衛門督
- 長元9年（1036年） 正月7日：従二位（臨時）
- 長暦元年（1037年） 4月27日：兼皇后宮権大夫（皇后・藤原嫄子）
- 長暦2年（1038年） 9月8日：正二位（皇后宮行啓伊世斎王野宮、息子彼宮別当資房朝臣以其賞譲與也）
- 永承元年（1046年） 正月18日：服解。2月11日：復任
- 永承6年（1051年） 2月13日：皇太后宮権大夫（皇太后・禎子内親王）
- 永承8年（1053年） 正月27日：按察使。11月28日：皇太后宮大夫
- 康平3年（1060年） 日付不詳：辞督
- 康平4年（1061年） 12月8日：権大納言、大夫如元
- 康平5年（1062年） 3月23日：勅授帯剣
- 康平8年（1065年） 6月3日：大納言。12月8日：兼皇太后宮大夫
- 治暦3年（1068年） 12月5日：薨去（大納言正二位兼皇太后宮大夫）

## 系譜
- 父：藤原懐平
- 養父：藤原実資
- 母：源保光の娘
- 妻：藤原知章の娘
  - 長男：藤原資房（1007-1057）
  - 二男：藤原資仲（1021-1087）
- 養子
  - 男子：藤原義綱 - 実は延円の子